# Babylon Whores
Babylon Whores is een rock/metalband uit Finland, begonnen in 1994 door Ike Vil en Ewo Meichem. Sinds 2006 heeft de band twee singles, drie ep's en drie albums uitgebracht. Door de jaren heen is de band veranderd van een punkachtige klank naar een harder eklank met moeilijke gitaarmelodieën die vaak wordt vergeleken met bands zoals Danzig en Mana Mana. De teksten van 'The Whores' zijn altijd interessant geweest; hun thema's zijn meestal verbonden met mystiek en occultisme. Sinds 2006 is de band tijdelijk gestopt.

## Leden

### Bezetting
- Mr. Boa – gitaar
- Pete Liha – trommel
- Antti Litmanen – gitaar
- Taneli Nyholm (aka Daniel Stuka) – basgitaar
- Ike Vil – vocals

### Oude bandleden
- Jake Babylon (1994–1999) – bas
- Jussi Konttinen (1994–1995) – gitaar
- Kouta (1995–1998) – drumstel
- Ewo Pohjola (aka Ewo Meichem) (1994–1999) – gitaar
- M. Ways (1994) – bas

## Discografie

### Singles
- "Devil's Meat" (1994)
- "Errata Stigmata" (2000)

### Ep's
- Sloane 313 (1995)
- Trismegistos (1996)
- Deggael (1998)

### Albums
- Cold Heaven (1997)
- King Fear (1999)
- Death of the West (2002)